# Chérancé (Sarthe)

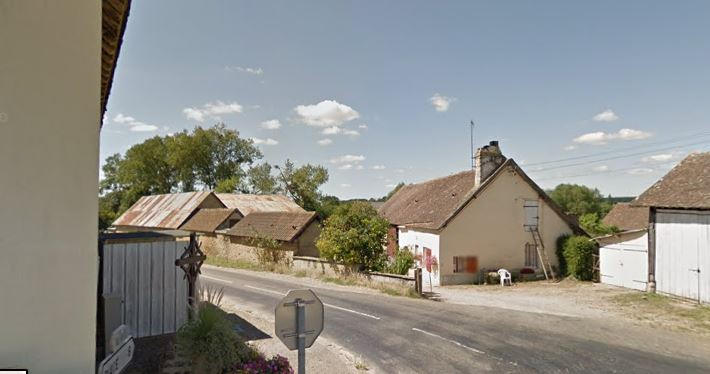
Chérancé (2019)

Chérancé ist eine französische Gemeinde mit 353 Einwohnern (Stand: 1. Januar 2022) im Département Sarthe in der Region Pays de la Loire. Sie gehört zum Arrondissement Mamers und zum Kanton Sillé-le-Guillaume. 
Die Gemeindegemarkung umfasst neben der Hauptsiedlung auch die Weiler Bellivière, Benoiseau, Les Bourgeons, Champbinet, Les Petits Châteaux, Chevalerie, Les Coudray, Coulouenné, La Croix, Épinay, Feuillantines, Grand Chemin, Grand’Cour, Laigné, Livet, Loché, Loyac, Maladrerie, Monceau, Morellerie, Les Perrés, Tannerie, Tertifume, Tertre Anfray, Tuilerie, Vaugibet und La Vigne.

## Lage
Die Gemeinde liegt im Tal der Bienne.
Nachbargemeinden sind Rouessé-Fontaine im Nordwesten, Grandchamp im Norden, Thoiré-sous-Contensor im Nordosten, René im Osten und im Südosten, Doucelles im Südosten und im Süden, Vivoin im Südwesten und Piacé und Coulombiers im Westen.

## Bevölkerungsentwicklung
| Jahr      | 1962 | 1968 | 1975 | 1982 | 1990 | 1999 | 2007 | 2015 |
| --------- | ---- | ---- | ---- | ---- | ---- | ---- | ---- | ---- |
| Einwohner | 436  | 408  | 423  | 362  | 361  | 384  | 384  | 376  |